# Colle Santa Lucia
Colle Santa Lucia is een dorp en gemeente in de Italiaanse provincie Belluno, in de regio Veneto. Het schilderachtig dorpje ligt ten zuidwesten van Selva, dat in Trentino-Zuid-Tirol ligt. Het ligt hoog boven de Val Fiorentina. Colle Santa Lucia telt 418 inwoners op een oppervlakte van 15 km², wat neerkomt op een bevolkingsdichtheid van 28 personen/km².

## Frazioni
De Ladinische benaming staat tussen haakjes.
- Canazei (Cianazei)
- Codalonga (Codalóngia)
- Pezzei (Pezei)
- Pian-Fossal (Pien-Fosal)
- Posalz (Posàuz)
- Rucavà (Reciavà)
- Villagrande (La Vila) (centrum)

## Demografie

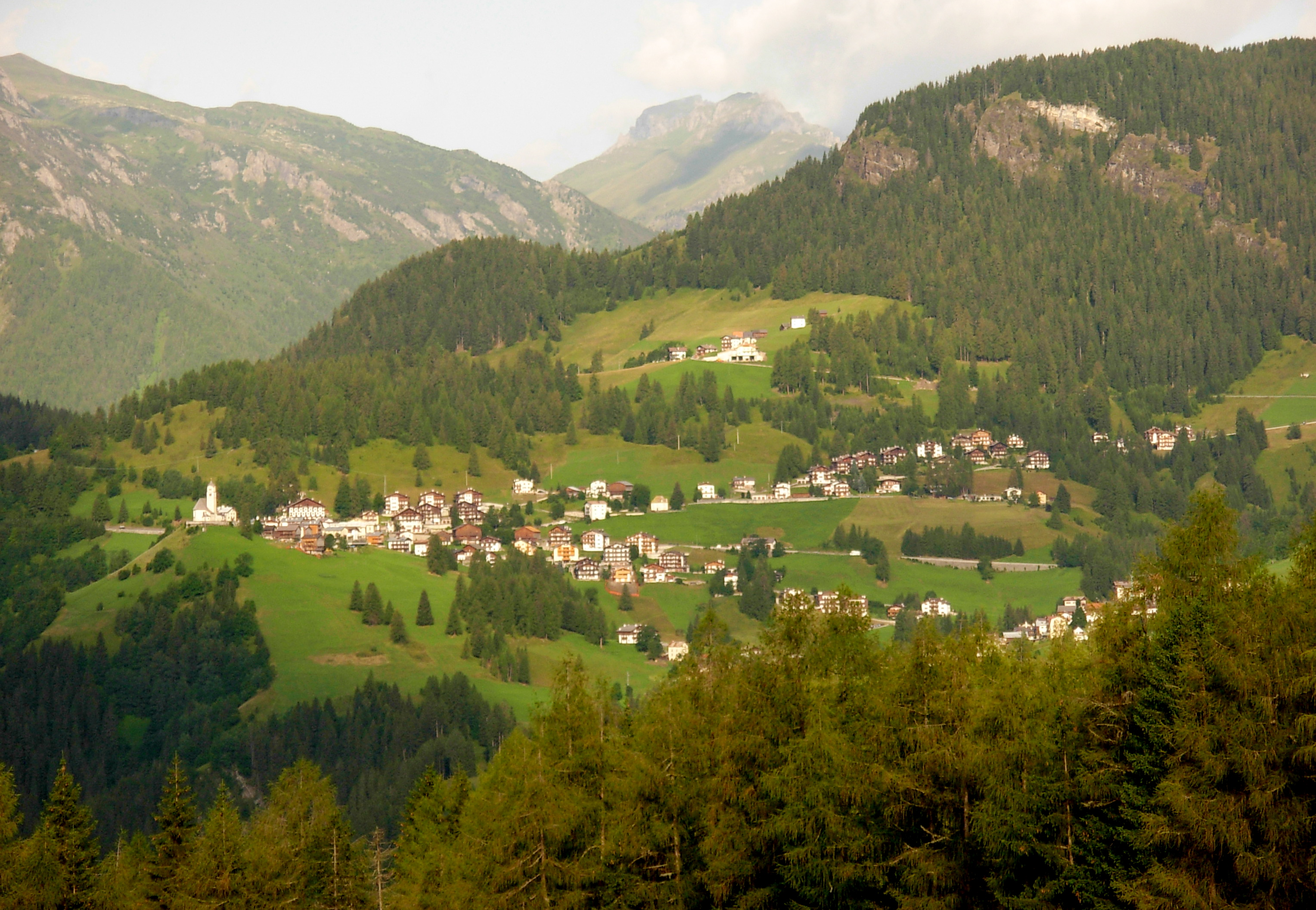
Colle Santa Lucia

Evolutie van het bevolkingsaantal:
Agordo · Alano di Piave · Alleghe · Alpago · Arsiè · Auronzo di Cadore · Belluno · Borca di Cadore · Calalzo di Cadore · Canale d'Agordo · Castellavazzo · Cencenighe Agordino · Cesiomaggiore · Chies d'Alpago · Cibiana di Cadore · Colle Santa Lucia · Comelico Superiore · Cortina d'Ampezzo · Danta di Cadore · Domegge di Cadore · Falcade · Feltre · Fonzaso · Forno di Zoldo · Gosaldo · La Valle Agordina · Lamon · Lentiai · Limana · Livinallongo del Col di Lana · Longarone · Lorenzago di Cadore · Lozzo di Cadore · Mel · Ospitale di Cadore · Pedavena · Perarolo di Cadore · Pieve di Cadore · Ponte nelle Alpi · Quero Vas · Rivamonte Agordino · Rocca Pietore · San Gregorio nelle Alpi · San Nicolò di Comelico · San Pietro di Cadore · San Tomaso Agordino · San Vito di Cadore · Santa Giustina · Santo Stefano di Cadore · Sappada · Sedico · Selva di Cadore · Seren del Grappa · Sospirolo · Soverzene · Sovramonte · Taibon Agordino · Tambre · Trichiana · Vallada Agordina · Valle di Cadore · Vigo di Cadore · Vodo di Cadore · Voltago Agordino · Zoldo Alto · Zoppè di Cadore